# Мещеряковский (Оренбургская область)
Мещеряковский — посёлок в Адамовском районе Оренбургской области. Входит в состав Совхозного сельсовета.

## География
Посёлок расположен в восточной части региона, в подзоне типчаково-ковыльных степей,  на реке Урус-Кискен

### Климат
Климат характеризуется как резко континентальный с морозной зимой и жарким летом. Среднегодовая температура воздуха составляет 1,5 °C . Абсолютный максимум температуры воздуха составляет 42 °C; абсолютный минимум — −42 °C. Среднегодовое количество атмосферных осадков составляет 280—330 мм. При этом около 75 % осадков выпадает в тёплый период. Снежный покров держится в среднем около 152 дней в году.

## Население
| 2010 |
| ---- |
| 294  |

## Инфраструктура
Личное подсобное хозяйство с зоной сельскохозяйственного использования, индивидуальная застройка усадебного типа.

## Транспорт
Автобусное сообщение с райцентром.  Остановка общественного транспорта «Мещеряковский». 